# 仏哲
仏哲（ぶってつ、生没年不詳）は、奈良時代の渡来僧。仏徹とも書く。

## 生涯
チャンパ王国（林邑、現在のフエ）の出身。菩提僊那に師事して密呪に秀でた。唐の開元年間に師と共に入唐、当時唐に滞在していた日本僧理鏡らの招きにより、開元24年 / 天平8年（736年）に師の菩提僊那・唐僧道璿らと共に日本入りした。大宰府を経て都に入り、大安寺に住した。聖武天皇からの信頼篤く、天平勝宝4年（752年）の東大寺大仏開眼法要では舞楽を奉納し、「菩薩」、「抜頭」などといった舞や林邑楽（仏哲らが伝えたとされるインド系雅楽の楽種の一つ）を楽人に伝え、また多くの密教経典、論籍も請来したという。
仏哲らが伝えた林邑楽は、春日若宮おん祭で毎年12月に披露されており、2014年4月には春日舞楽の雅楽団「南都楽所」がフエで「里帰り公演」を行なった。